# 马家坬遗址
马家坬遗址，又称马家屲遗址，位于中国甘肃省兰州市榆中县连搭乡马家屲村，为一个省级文物保护单位，类型为古遗址。
马家坬遗址的历史年代为新石器时代至青铜时代。